# Lampertheim (Francja)
Lampertheim – miejscowość i gmina we Francji, w regionie Grand Est, w departamencie Dolny Ren.
Według danych na rok 1990 gminę zamieszkiwało 2619 osób, 398 os./km².